# ليف أولسون
ليف أولسون (بالإنجليزية: Leif Olson)‏ هو لاعب غولف أمريكي، ولد في 17 يوليو 1981 في دنفر في الولايات المتحدة.

## وصلات خارجية
- ليف أولسون على موقع رابطة لاعبي الغولف المحترفين (الإنجليزية)